# Willi Münzenberg

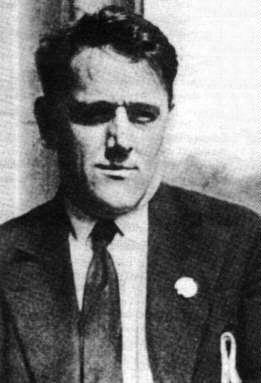
Willi Münzenberg

Willi (Wilhelm) Münzenberg (Erfurt, 14 augustus 1889 - Saint-Marcellin, juni 1940) was een Duitse communist, uitgever en filmproducent. Münzenberg was met zijn Neuer Deutscher Verlag en zijn kranten Welt am Abend, Berlin am Morgen en vooral de Arbeiter Illustrierte Zeitung een van de meest invloedrijke KPD-vertegenwoordigers tijdens de Weimarrepubliek. Münzenberg keerde zich tegen het kolonialisme van de Europese landen. Na 1937 nam hij afstand van de partijlijn en werd daarna uitgestoten uit de KPD.
Münzenberg groeide op in Erfurt en werd in 1906 actief in een Arbeiterbildungsverein. Vanwege zijn politieke activiteiten kon Münzenberg geen werk meer krijgen en vertrok naar Zwitserland. Van augustus 1910 tot eind 1913 werkte hij als hulpkracht bij een apotheker in Zürich. Hij sloot zich hier aan bij de socialistische jeugdbeweging. Tijdens de Eerste Wereldoorlog leidde hij het Internationale Jeugdsecretariaat in Bern en leerde hier Lenin kennen. In Zwitserland kwam Münzenberg in de gevangenis terecht en werd op 10 november 1918 als ongewenst vreemdeling uitgewezen. In Berlijn sloot hij zich aan bij de Spartakusbund. In 1919 werd Münzenberg voorzitter van de Communistische Jeugdinternationale.
In 1921 werd Münzenberg door Grigori Zinovjev uit zijn functie in de Jeugdinternationale gezet. Hij kreeg van Lenin vervolgens de opdracht om de Internationale Arbeiterhilfe (IAH) op te zetten. De IAH was een communistische organisatie die hulp verstrekte aan de Sovjet-Unie toen hier hongersnood heerste. Voor de IAH zette Münzenberg het tijdschrift Sowjetrussland im Bild op die in 1926 verderging als Arbeiter Illustrierte Zeitung. In 1924 nam hij voor de IAH de uitgeverij Neuer Deutscher Verlag over. Van 1924 tot 1933 was Münzenberg lid van het Centraal Comité van de KPD en lid van de Rijksdag.
In 1933 moest Münzenberg na de Rijksdagbrand vluchten naar Parijs. In augustus 1933 werd hem het Duitse staatsburgerschap door de nationaalsocialisten ontnomen. De kranten en tijdschriften van de IAH werden in Duitsland verboden en deels in het buitenland voortgezet.
In 1937 kwam hij in conflict met de KPD. In het jaar ervoor had hij voorzichtige kanttekeningen geplaatst bij de Grote Zuiveringen in de Sovjet-Unie. Walter Ulbricht beschuldigde Münzenberg van trotskisme, waarna hij in 1938 uit het Centraal Comité werd gezet. In 1939 hield Münzenberg de eer aan zichzelf en verliet de KPD.
Tijdens de Slag om Frankrijk in mei 1940 liet Münzenberg zich in het Olympisch stadion van Colombes interneren in de hoop naar Zuid-Frankrijk te worden geëvacueerd. Met andere Duitse emigranten kwam hij terecht in het kamp Chambaran ten zuidoosten van Lyon. In de zomer van 1940 werd zijn lijk gevonden in een bos bij Saint-Marcellin; hij was waarschijnlijk in juni 1940 overleden. De omstandigheden van zijn overlijden zijn niet duidelijk, maar vermoed wordt dat de NKVD de hand in zijn overlijden had.
- Bibsys: 1479731350758
- Biblioteca Nacional de España: XX882971
- Bibliothèque nationale de France: cb119693212 (data)
- CiNii: DA01223714
- Gemeinsame Normdatei: 118585541
- Historisch woordenboek van Zwitserland: 023046
- International Standard Name Identifier: 0000 0000 8137 0505
- Library of Congress Control Number: n82063754
- Bibliotheek van het Japanse parlement: 00514725
- Nationale Bibliotheek van Tsjechië: jn20000720183
- Nationale Bibliotheek van Israël: 987007265869805171
- Nederlandse Thesaurus van Auteursnamen: 070823693
- Réseau des bibliothèques de Suisse occidentale: 02-A003625273
- SNAC: w67385j9
- Système universitaire de documentation: 027708551
- Virtual International Authority File: 57407118
- WorldCat: E39PCjHw76F89gdRkbR7wCpmq3